# Рібоп'єр Георгій Іванович
Георгій Іванович Рібоп'єр (15 серпня 1854 року,  Царське Село — 4 червня 1916 року, Москва) — граф, другий в історії член  Міжнародного Олімпійського комітету для  Росії, перший президент Санкт-Петербурзького атлетичного товариства. Президент Московського імператорського товариства скачок. Член Оргкомітету  Першої Російської Олімпіади 1913 року в  Києві та Другої Російської Олімпіади 1914 року в  Ризі.

## Біографія
Рібопьер Георгій Іванович походить із старовинного роду Рібоп'єр з  кантону  Ваад (Waadt) в  Швейцарії. Його прадід, Рібоп'єр Іван Спепановіч, поступив на службу до  Катерини II за рекомендаційним листом від Вольтера. Народився Рібопьер Георгій Іванович 15 серпня 1854 в  Царському Селі. Дитинство провів в Італії та Швейцарії. З дитячих років захоплювався спортом:  гімнастикою,  фехтуванням,  боротьбою,  плаванням. З 12 років тренувався у Флорентійському гімнастичному товаристві. У 1870—1873 роках вчився в приватному пансіоні Соколова. В 16 років повернувся до  Росії. У 1873 році вступив на військову службу в Кавалергардський полк, а потім в Лейб-гвардії Гусарський полк Його Величності викладачем  гімнастики. Брав участь у  російсько-турецькій війні 1877 — 1878 років. Під час війни був важко поранений. У 1885 році вийшов у відставку. Жив у Петербурзі. Заснував власні кінні заводи в  Петербурзі,  Симбірської губернії і в своєму  Святогірському маєтку. При кінних заводах існували  іподроми, де проходили змаганні чистокровних коней. У 1896 році став першим президентом Санкт-Петербурзького атлетичного товариства. Рібоп'єр не лише створив, а й до кінця своїх днів утримував товариство за свій рахунок. Граф Рібоп'єр брав активну участь у підготовці таких спортсменів як: Георг Геккеншмідт,  Піддубний, Питлянський. В 1897 році у Петербурзькому манежі, що належав йому, провів перший чемпіонат  Росії з важкої атлетики. У 1900 році за пропозицією  П'єра де Кубертена увійшов до складу  Міжнародного Олімпійського комітету і забезпечив участь спортсменів Росії в  Олімпійських іграх 1908 року в  Лондоні. У 1913 році граф Рібопьер пішов з  МОК, щоб всі сили віддати конярству.
Помер в 1916 році. Похований у  Москві на  Новодівочому цвинтарі.
У 2007 році на  Новодівичому цвинтарі в Москві за сприяння Олімпійського комітету Росії було споруджено пам'ятник на могилі Георгія Івановича Рібоп'єра.

## Власник Святогірського маєтку
З 1872 року — власник  Святогірського маєтку, який отримав у спадок від своєї бабусі,  Катерини Михайлівни Рібоп'єр (Потьомкіної), двоюрідної онуки князя  Потьомкіна. У Святогорському маєтку Рібоп'єр провів реконструкцію панського будинку. При ньому була забудована територія на лівому березі  Донця готелями, дачами, ресторанами. Від станції Святогірська до Успенського ярмарку була прокладена вузькоколійна залізниця, по якій ходив  трамвай на кінній тязі. У маєтку працював лісопильний завод.

## Нагороди
- Орден Святої Анни 4 ступеня — за мужність під час  російсько-турецькій війні 1877 — 1878 років.
- Орден Почесного легіону — за облогу  Плевни.